# Alexandra Astin
Alexandra Louise Astin, född 27 november 1996, är dotter till skådespelaren Sean Astin och Christine Harrell. 
Hon har bland annat varit med i Peter Jacksons Sagan om konungens återkomst och spelade då Samwise Gamgis (Sean Astin) dotter Elanor Gamgi.

## Filmografi
- 2003 - Sagan om konungens återkomst - Elanor Gamgi
- 2018 - Apocalypse Society - Marie